# Эвклаз
Эвкла́з (от др.-греч. εὐ- — хорошо и κλάσις — перелом, разбивание), также хрупик — редкий минерал класса силикатов, силикат алюминия и бериллия.
Впервые эвклаз был описан в 1792 году французским минералогом Р. Ж. Гаюи. Внешне эвклаз очень похож на бледные аквамарины, однако уступает им и по качеству, и по трудности в обработке (из-за хрупкости), поэтому в огранке встречается очень редко.

## Свойства
Кристаллы призматические, слегка удлинённые, прозрачные или просвечивающие, излом мелкораковистый, сингония моноклинная. Двупреломление +0,020, дисперсия 0,016. Окраска, как правило, бледная или очень бледная: в гамме голубоватых или зеленоватых тонов. Плеохроизм слабый (в диапазоне светло-зелёный — жёлто-зелёный — голубовато-зелёный). Линии спектра поглощения: 706,5; 704; 695; 688; 660; 650; 639; 468; 455. Блеск кристаллов стеклянный, на изломе иногда жирный.
Чистый эвклаз был бы бесцветным, характерная для него окраска (аквамариновая или голубовато-зелёная) связана с незначительным присутствием окрашивающих примесей.
Кристаллы эвклаза с включениями чешуек хлорита и мусковита иногда становятся мутными или полностью непрозрачными, в таком случае они теряют ювелирную привлекательность. Некоторые кристаллы обладают выраженным пьезоэлектрическим эффектом: при трении и сдавливании электризуются.
Состав (%): ВеО — 17,28; Al2O3 — 35,18; SiO2 — 41,34; H2O — 6,20. В кислотах не растворяется.
Эвклаз можно спутать с аквамарином, гидденитом, турмалином, хризобериллом.

## Месторождения
Встречается в пегматитах и в россыпях. Самое известное месторождение находится в Бразилии (Ору-Прету). Также имеются месторождения в Заире, Зимбабве, Танзании, Мозамбике, Индии, Италии (Больцано), Австрии (Раунарис), России (Урал, Якутия). Не так давно эвклаз обнаружен также и в Кашмире.

## Применение
Красивые, хорошо сформированные природные кристаллы эвклаза являются украшением минералогических коллекций и представляют значительно большую ценность, чем та огранка, которая может быть получена из них.
В шлифованных образцах кристаллы эвклаза бесцветные, светло-зелёные или светло-голубые. Интенсивную окраску имеют только крупные образцы (в массиве). Коллекционеров и ювелиров привлекает нежно-голубой цвет и яркий стеклянный блеск камня, а также неявный эффект перемены цвета. Используется в ювелирных изделиях, хотя очень совершенная спайность и хрупкость усложняют его обработку и пользование.